# Justice for All (dal)
A Justice for All egy jótékonysági kislemez, amit Donald Trump volt amerikai elnök és a J6 Prison Choir adott ki. A kórus tagjai 20 férfi, akiket a Január 6-i Capitolium elleni támadás miatt börtönöztek be. A dal profitjait a bebörtönzött személyek támogatására fordítják. A dal producere egy meg nem nevezett zenész volt.

## Háttér
2021. január 6-án Donald Trump követői lerohanták az Egyesült Államok Caitoliumát, azzal a céllal, hogy megváltoztassák az elnökválasztás kimenetelét és ismét Trumpot küldjék az Ovális Irodába. A támadás következtében kilenc személy vesztette életét és több, mint ezer embert helyeztek vád alá a támadással kapcsolatban. A támadás óta Trump beismerte, hogy pénzügyileg támogatta azokat, akik ezek ellen a vádak ellen küzdenek és megígérte, hogy elnöki megbocsátást fog nekik adni, ha 2024-ben újraválasztják.

## Tartalom
A dalban Trump hallható, ahogy elmondja a Pledge of Allegiance-t, majd a J6 Prison Choir elénekli az ország himnuszát, a The Star-Spangled Bannert, egy baljós zenei alapon. A dal végén a kórus tagjai háromszor azt kiáltják, hogy „U-S-A!”. A Pledge of Allegiance részletet Trump otthonában, a Mar-a-Lago rezidencián vették fel, míg a kórust börtöntelefonokon keresztül.

## Fogadtatása
Barb McQuade, a Michigani Egyetem jogprofesszora „tekintélyuralmi taktikának” nevezte a felvételt. A dal kritikusai önimádónak nevezték Trumpot a szám megjelentetéséért. Március 10-én, kiadása napján első helyet ért el az amerikai iTunes-slágerlistán.

## Slágerlisták
| Slágerlista (2023)                    | Legmagasabb pozíció |
| ------------------------------------- | ------------------- |
| US Bubbling Under Hot 100 (Billboard) | 4                   |
| US Digital Song Sales (Billboard)     | 1                   |

## Lásd még
- Az Amerikai Egyesült Államok Capitoliumának ostroma